# 6-os busz (Vác)
A váci 6-os jelzésű autóbuszvonal helyi járat, mely Vác alsóvárosának szomszédságában fekvő Lágyas nevű ipari területet köti össze a deákvári kertvároson keresztül a deákvári lakóteleppel. Munkásjárat, a Lágyason létesült ipari létesítményekbe (ezek közül is kiemelkedően a Zollner Elektronik Kft.-be) szállítja a dolgozókat. Naponta három pár járat közlekedik elsősorban a Zollner Kft. műszakváltásához igazítva.

## Története
2024. március 1-jétől a Volánbusz a Vác helyi járatát alkotó 360–366 jelzésű vonalakat átszámozta, a korábbi 366-os vonalból lett az új 6-os autóbuszvonal. A módosítás nem érintette az autóbuszok menetrendjét.

## Megállóhelyei
| 0                                          | Gombási út 94. végállomás        | 12 | 3, 4, 5, 33                                            |
| 1                                          | Altányi szőlők                   | ∫  | 3, 4, 5, 33, 55                                        |
| 2                                          | Radnóti út                       | ∫  | 3, 4, 5, 11, 33, 55                                    |
| 4                                          | Újhegyi út 42.                   | ∫  | 3, 4, 5, 33, 55                                        |
| ∫                                          | Deákvári főút 29.                | 11 | 3, 4, 5, 11, 33, 55                                    |
| ∫                                          | Fürj utca                        | 10 | 3, 4, 5, 11, 33, 55                                    |
| 6                                          | Deákvár, ABC                     | 9  | 3, 4, 5, 11, 33, 55                                    |
| 7                                          | Vörösmarty tér                   | 8  | 4, 5, 11, 33, 55                                       |
| 8                                          | Nógrádi utca                     | 7  | 4, 5, 11, 33, 55                                       |
| Egy járat a Kórház érintésével közlekedik. |                                  |    |                                                        |
| ∫                                          | Kórház                           | 5  | 1, 4, 5, 11, 55 314, 333                               |
| 10                                         | Telep utca                       | 4  | 1, 4, 5, 11, 33                                        |
| 11                                         | VOLÁN telep                      | 3  | 314, 334, 335, 336, 337, 338, 339                      |
| 13                                         | Vác-Alsóváros vasúti megállóhely | 1  | 314, 334, 335, 336, 337, 338, 339, 347 S70 G70 S71 G71 |
| 14                                         | Közúti Igazgatóság végállomás    | 0  | 314, 334, 335, 336, 337, 338, 339, 347                 |